# Parzyce (Baja Silesia)
Parzyce es una localidad del distrito de Bolesławiec, en el voivodato de Baja Silesia (Polonia). Se encuentra en el suroeste del país, dentro del término municipal de Nowogrodziec, a unos 4 km al norte de la localidad homónima y sede del gobierno municipal, a unos 14 al oeste de Bolesławiec, la capital del distrito, y a unos 117 al oeste de Breslavia, la capital del voivodato. En 2011, según el censo realizado por la Oficina Central de Estadística polaca, su población era de 758 habitantes. Parzyce perteneció a Alemania hasta 1945.